# Under Oath (film 1922)
Under Oath è un film muto del 1922 diretto da George Archainbaud.

## Trama
Shirley Marvin si impegna a sposare Hartley, fratello di Jim Powers, rivale in affari di suo padre. Hartley è un tipo poco raccomandabile e consegna al procuratore distrettuale dei documenti contro il fratello. Quando Hartley viene ucciso, del delitto viene subito sospettato Jim, che viene arrestato. A salvarlo sarà Shirley con la sua testimonianza che lo scagiona. I due, alla fine, si sposeranno.

## Produzione
Il film fu prodotto dalla Selznick Pictures Corporation.

## Distribuzione
Il copyright del film, richiesto dalla Selznick Pictures, fu registrato il 2 agosto 1922 con il numero LP18103.
Distribuito dalla Select Pictures Corporation e presentato da Lewis J. Selznick, il film uscì nelle sale cinematografiche statunitensi il 6 agosto 1922.
Copia completa della pellicola si trova conservata negli archivi del BFI/National Film And Television Archive di Londra.